# Oirschot (gemeente)

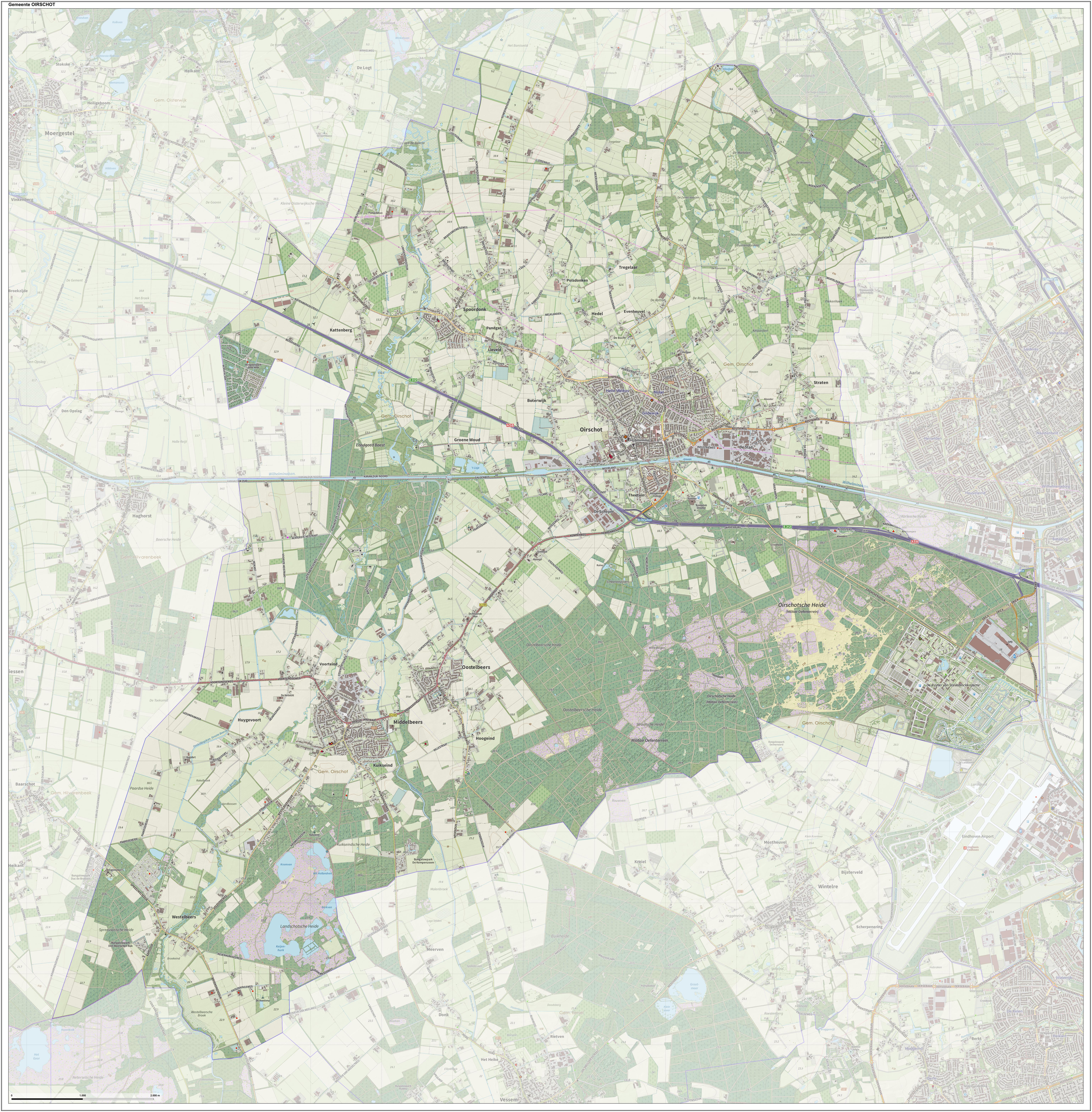
Topografische gemeentekaart van Oirschot

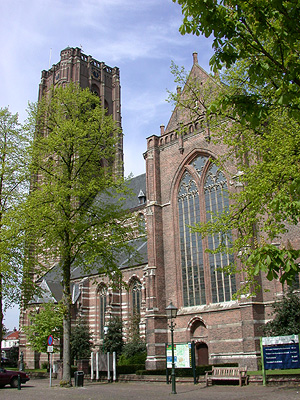
Oirschot: kerk Sint-Petrus' Banden

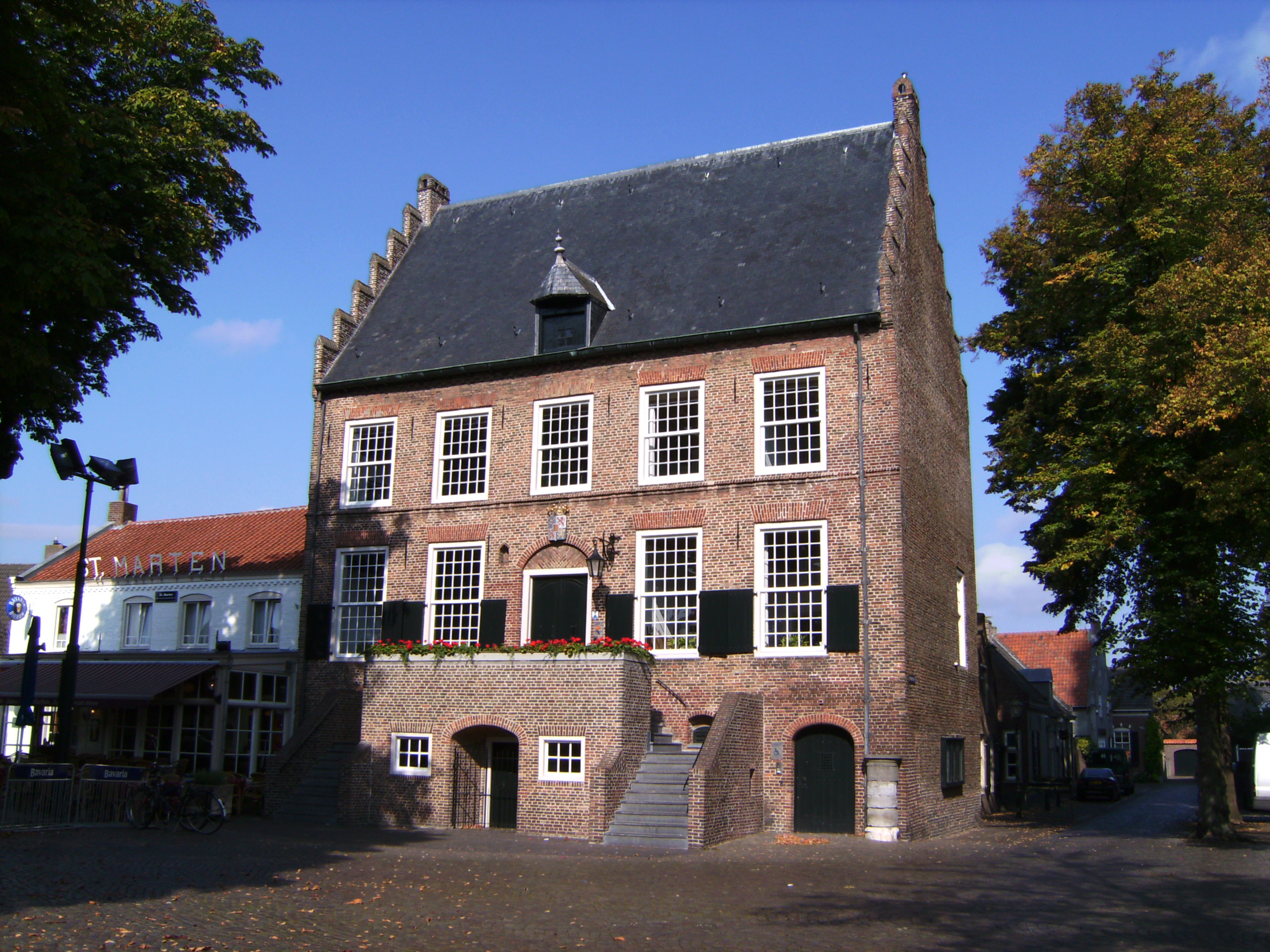
Het Oude Raadhuis

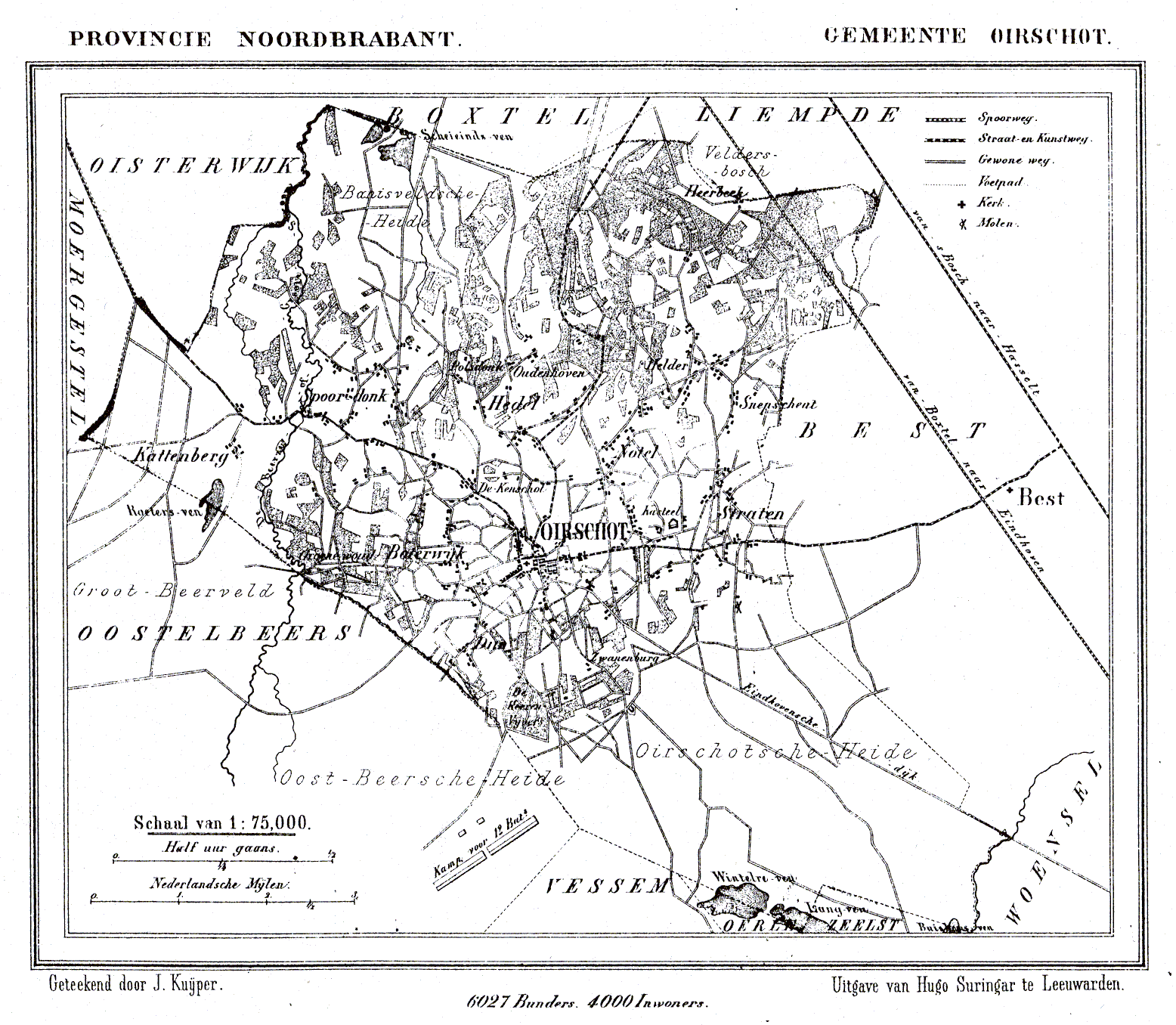
Oirschot in 1865

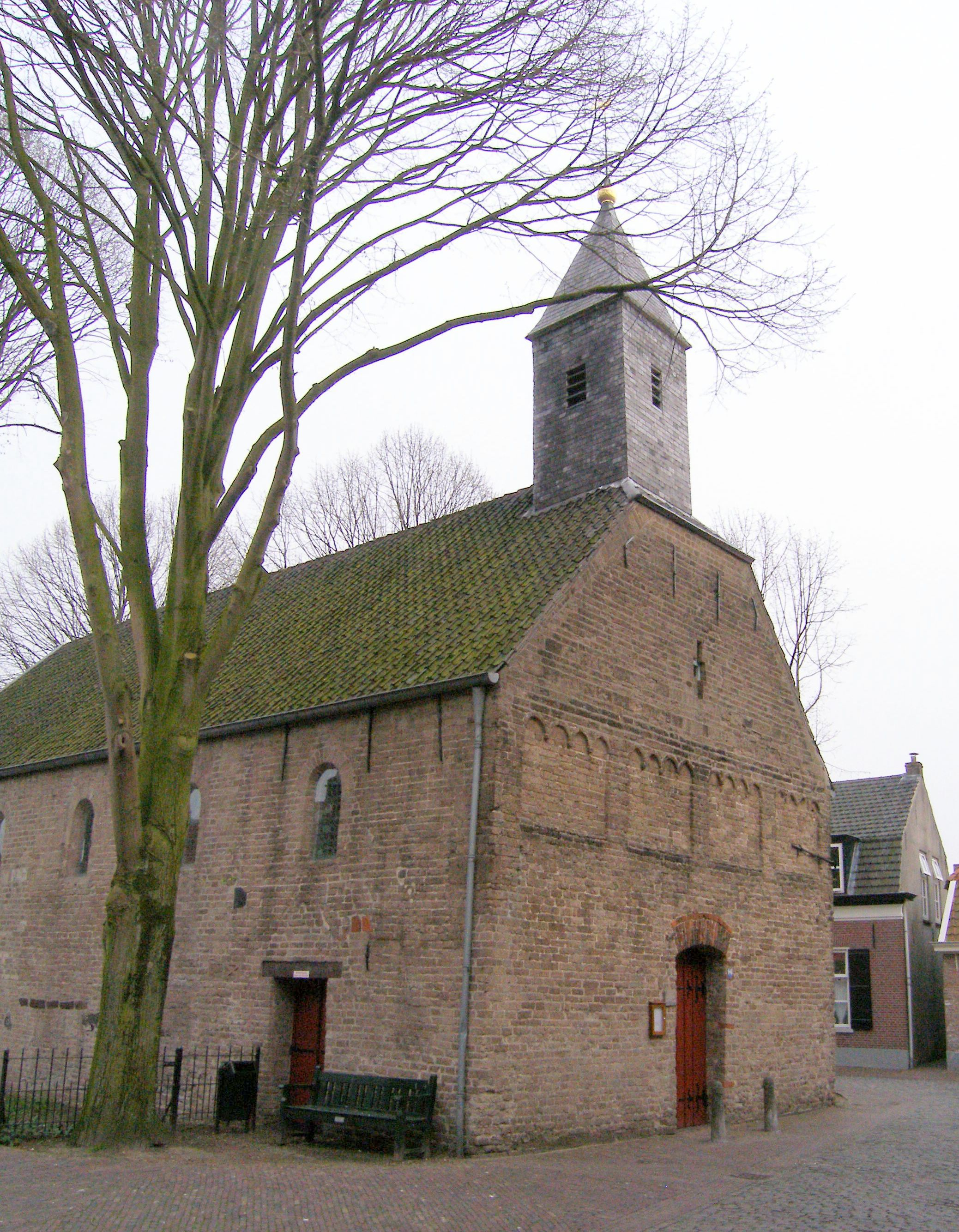
Mariakerk

Oirschot (uitspraakⓘ ) (dialect: Orskot) is een gemeente in de Nederlandse provincie Noord-Brabant, gelegen in de Kempen. Vroeger maakte ook Best deel uit van de gemeente Oirschot. Deze plaats splitste zich in 1819 af en werd een zelfstandige gemeente. Sinds 1997 behoort de zuidelijker gelegen gemeente Oost-, West- en Middelbeers tot de gemeente Oirschot. De gemeente telde op 22 november 2024 19.280 inwoners (bron: CBS) en heeft een oppervlakte van 102,14 km². De gemeente Oirschot maakt deel uit van de Metropoolregio Eindhoven. Omdat Oirschot een van de noordelijkste plaatsen van de Kempen is, wordt zij ook wel de poort der Kempen genoemd.

## Kernen
Oirschot bestaat uit de dorpen/gehuchten Oirschot, Spoordonk, Middelbeers, Oostelbeers en Westelbeers.

## Historie
Oirschot en omgeving kent een lange geschiedenis. Al in de prehistorie was de omgeving van Oirschot bewoond, oude graven uit die tijd in de bossen bij Westelbeers en sporen van nederzettingen uit de Steentijd in hetzelfde gebied alsook op de Oirschotse Heide herinneren daar nog aan. Aangenomen wordt dat een eerste voorganger van de Mariakerk aan het Vrijthof in Oirschot uit de vijfde eeuw na Christus dateert. Daar ligt dan ook mede de grondslag voor de viering (in 1980) van het 1500-jarig bestaan van het dorp. De eerste schriftelijke documenten over de bestuurlijke geschiedenis dateren van het begin van de 14e eeuw. De grenzen van de oude gemeente Oirschot lopen ongeveer gelijk met de grenzen van de 'gemeijnten', dit waren de ongecultiveerde gronden, die door de hertogen van Brabant in de eerste helft van de 14e eeuw successievelijk aan de inwoners van Oirschot (waartoe ook nog inwoners van Best behoorden) werden uitgegeven ('verkocht'). De bewoners verkregen hiermee het recht om deze gronden in gemeenschap te gebruiken. In 1819 werd Best afgescheiden van Oirschot en vormt sindsdien een afzonderlijke gemeente.
In 1334 kregen de inwoners van Oost- en Middelbeers van hertog Jan III de Beerse gemeijnt tegen betaling in gebruik. Dit was het gebied tussen Oerle, Oirschot, Oisterwijk en Hilvarenbeek. Afgezien van enkele grenscorrecties en de toevoeging van Westelbeers in 1803 zijn de grenzen zoals ze toen aangegeven werden steeds intact gebleven.
In 1997 zijn de oude gemeenten Oirschot en Oost-, West- en Middelbeers samengevoegd tot de nieuwe gemeente Oirschot.

## Bezienswaardigheden
De gemeente Oirschot kent vele bezienswaardigheden. Zo telt zij meer dan 300 rijks- (lijst) en gemeentelijke monumenten en beschikt zij over twee beschermde dorpsgezichten. Oirschot heeft daarmee de grootste "monumentendichtheid" van Nederland.
Een greep uit de bezienswaardigheden in de gemeente Oirschot:
- De rooms-katholieke Sint-Petrusbasiliek is een forse gotische kruisbasiliek uit de 15e en 16e eeuw. De stompe toren is een hoogtepunt van de Kempense gotiek. De toren is 60 meter hoog.
- Het Oude Raadhuis, gebouwd in 1513, gelegen aan de Oirschotse markt.
- Maria-kerk, de Nederlands Hervormde kerk (thans PKN-kerk), vanwege de voormalige functie als boterwaag ook bekend als Boterkerkje, is een 12e-eeuws zaalkerkje in romaanse stijl. Gebouwd rond 1100 en volgens professor E.H. ter Kuile waarschijnlijk veel ouder.
- Het voormalige Klooster Nazareth met kapel in neoromaanse stijl uit 1910. Het complex werd ontworpen door de architecten Joseph Cuypers en Jan Stuyt.
- De voormalige Brouwerij De Kroon uit 1773.
- Hof van Solms, paleis van Arnoldus Feij (of Arnold Fey).
- De Grote Stoel, Europa's grootste houten stoel. Prachtig stukje vakmanschap van de Oirschotse meubelindustrie.
- Huize Groenenberg, een zeer fraai huis daterend uit 1613.
- Kapel van de Heilige Eik, de stenen kapel stamt uit 1606 (eerder stond er al een kapel van hout).
- De Oude Toren van Oostelbeers, eenzaam in de velden.

## Religie
Binnen de gemeente bevinden zich verschillende kerkgebouwen. Dit zijn de:
- Sint-Bernadettekerk in Spoordonk
- Sint-Willibrorduskerk in Middelbeers
- Oude Sint-Willibrorduskerk in Middelbeers (niet meer als kerk in gebruik)
- Heilige Andreas en Antonius van Paduakerk in Oostelbeers
- Sint-Petrusbasiliek in Oirschot
- Mariakerk (Boterkerkje of Nederlands hervormde kerk) in Oirschot

In Oostelbeers staan nog twee losstaande kerktorens die het restant zijn van eerdere kerkgebouwen:
- Oude Toren bij Oostelbeers
- Heilige Andreas en Antonius van Paduatoren (Neogotische toren) in Oostelbeers

Naast kerken zijn er ook verschillende kapellen te vinden, waaronder:
- Kapel van de Heilige Eik ten zuiden van Spoordonk
- Mariakapel te Westelbeers
- Sint-Anthonius Abtkapel in Straten
- Kapel 's-Heerenvijvers te Oirschot

In de gemeente zijn er ook verschillende kloosters geweest:
- Sint Franciscushof in Oirschot
- Carmelitessenklooster Blijendaal in Oirschot
- Klooster Nazareth in Oirschot

## Natuur
Oirschot beschikt over in totaal elf natuurgebieden. Enkele van die gebieden zijn:
- Oirschotse Heide: ten zuidoosten van de plaats Oirschot gelegen, doet grotendeels dienst als militair oefenterrein
- 's-Heerenvijvers: landgoed ten zuiden van de plaats Oirschot
- De Beerze: natuurgebied gelegen rondom het zuidelijk verloop van het riviertje de Beerze
- Landgoed Baest: in het westen van de gemeente gelegen; bossen, agrarisch gebied en historische tuinen rondom het noordelijk verloop van het riviertje de Beerze
- Mortelen en Scheeken: tussen de plaatsen Oirschot, Liempde en Boxtel gelegen; een agrarisch gebied afgewisseld met stukken bos
- Kuikeindse en Landschotse Heide: ten zuiden van Middelbeers gelegen natuurgebied bestaande uit heidevelden, bossen en vennen

## Cultuur

### Monumenten
In de gemeente zijn er een aantal rijksmonumenten, gemeentelijke monumenten, en oorlogsmonumenten, zie:
- Lijst van rijksmonumenten in Oirschot (gemeente)
- Lijst van gemeentelijke monumenten in Oirschot (gemeente)
- Lijst van oorlogsmonumenten in Oirschot

### Musea
- Kloostermuseum Karmelietessen
- Museum De Vier Quartieren
- Museum Franciscanessen
- Museum Brigade en Garderegiment Prinses Irene
- Museum Kruysenhuis
- Museumke De Poffer
- Museumbrouwerij Oirschots Bier

### Evenementen
- Country Weekend Oirschot

Dit is een jaarlijks terugkerend evenement in Oirschot. Ieder jaar zijn er ook verschillende andere evenementen te vinden in Oirschot.
- Zinderend Oirschot

Sinds 2008 is dit een jaarlijks evenement in Oirschot. Dit moet als vervanging dienen van het Jazz festival.

### Kunst in de openbare ruimte
In de gemeente Oirschot zijn diverse beelden, sculpturen en objecten geplaatst in de openbare ruimte, zie:
- Lijst van beelden in Oirschot

## Etymologie van de naam "Oirschot"
Er bestaan vele verklaringen van de naam Oirschot. De meest waarschijnlijke lijkt die van Dr. M. Gijsseling. Een schoot (oudtijds geschreven scoet en verkort tot scot, schot) is een vooruitspringend stuk hoger land in een moerassig gebied, waarop in het geval van Oirschot, de oeros (ura-oro-oor) zijn leger had. De naam is dan ouder dan de bewoning.

## Vlag van Oirschot
De gemeentevlag bestaat uit twee banen. De bovenste helft is wit en de onderste blauw. Op de witte baan is aan de stokzijde één eikenblad opgenomen. De twee banen symboliseren de twee gemeenten waaruit Oirschot in het jaar 1997 ontstaan is (Oirschot en Oost-, West- en Middelbeers). Het eikenblad is afgeleid van de eikenboom in het gemeentewapen.

## Wapen van Oirschot
Met de herindeling in 1997 kreeg de gemeente Oirschot een nieuw wapen, dat symbool staat voor de nieuwe gemeente. Elementen van wapens en zegels die in vroeger tijden werden gebruikt zijn in het nieuwe wapen terug te vinden. Het wapen bestaat uit een schild met drie baarzen, twee leeuwen, en een eikenboom met daarboven een kroon. De twee leeuwen kwamen al voor in de oude gemeentewapens van Oirschot en de voormalige gemeente Oost-, West- en Middelbeers. Ze zijn afkomstig uit het wapen van de hertog van Brabant. Deze hertog was ooit halfheer van Wetselbeers en Oirschot en heer van Middel- en Oostelbeers. De drie baarzen in het wapen symboliseren de drie "Beerzen", net als in het oude wapen van Oost-, West- en Middelbeers.
De oorsprong van de eik in het wapen van Oirschot ligt in een verder verleden. Van 1320 tot 1819 werd de eik gebruikt in het zegel van Oirschot. In het begin was dat in de vorm van een eikentak en later veranderde dat in een eikenboom. De eik is opgenomen als eigen symbool van Oirschot.

## Economie
Door de gunstige ligging in de driehoek Eindhoven, Tilburg en 's-Hertogenbosch, ligging aan de A58 en de nabijheid van de A2 en Eindhoven Airport is Oirschot een gunstige vestigingsplaats voor ondernemingen. De bekendste grote bedrijven zijn Heras BV (hekwerk en buitenbeveiliging) en De Meeuw (bouwer van tijdelijke en permanente huisvesting voor bedrijven, scholen, etc). Oirschot kent zes bedrijventerreinen. De terreinen De Stad, De Scheper en bedrijvenstrip Moorland liggen in Oirschot. Dat geldt ook voor de nieuwere terreinen Kanaaldijk Noord (met kavels tot 5.000 m2) en Westfields (voor bedrijven met een ruimtebehoefte vanaf 5.000 m2). In de kern Middelbeers bevindt zich het bedrijventerrein Steenfort. Op de bedrijventerreinen bevinden zich verschillende soorten bedrijven: bouw, logistiek, productie en dienstverlening. Grootschalige detailhandel (meubels, auto's en bouwmaterialen) bevindt zich ook op De Stad en De Scheper.

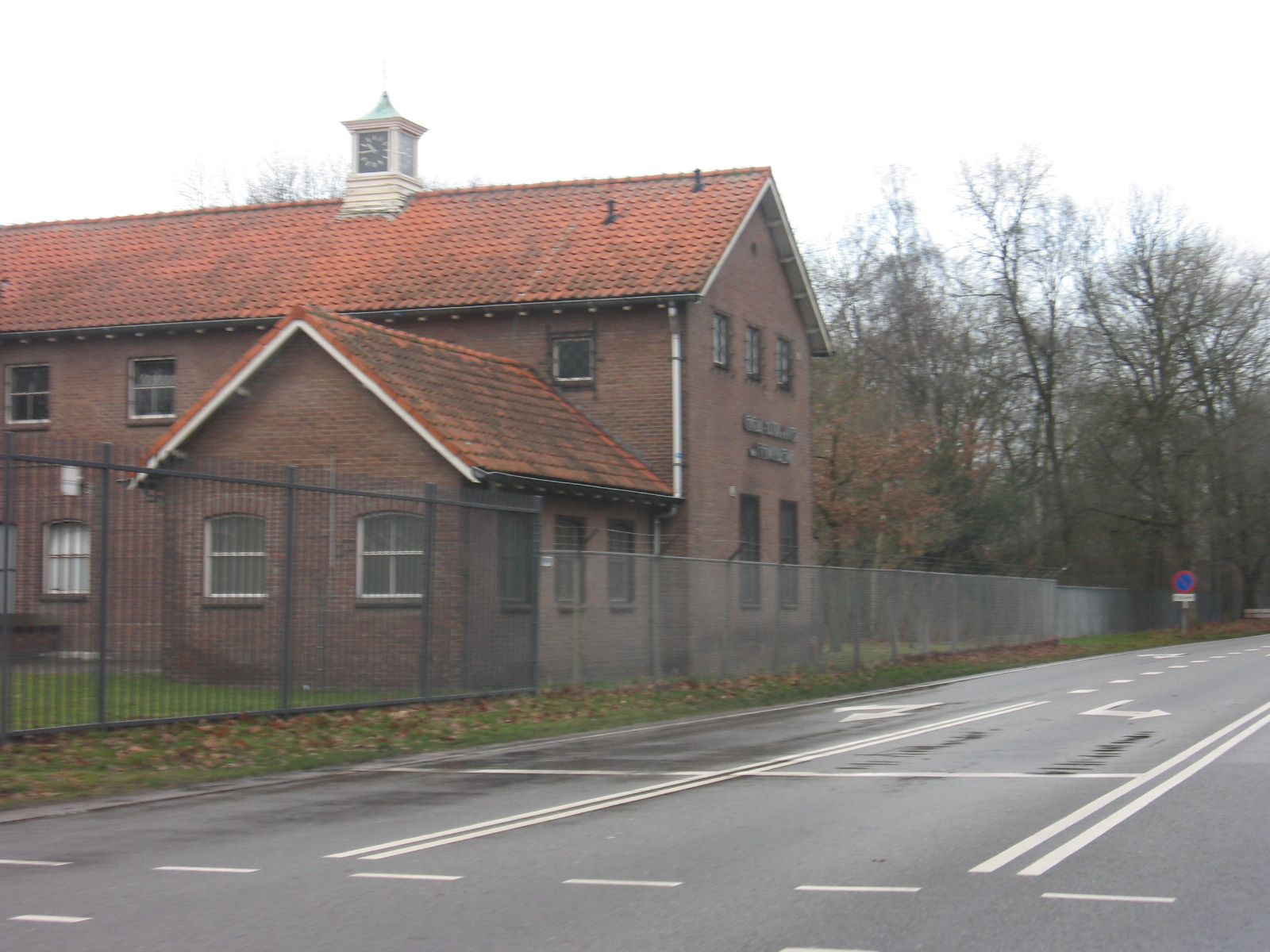
Kazerne

Tussen Oirschot en Eindhoven ligt een van de grootste Nederlandse legerkazernes, de Generaal Majoor de Ruyter van Steveninckkazerne, een grote werkgever. In de kazerne zijn onder andere troepen Infanterie (Garde Fuseliers Prinses Irene en Limburgse Jagers) en het Opleidings- en Trainingscentrum Rijden ondergebracht.
Van oorsprong is Oirschot een agrarisch ingestelde gemeente. Daarom zijn er relatief veel agrarische bedrijven gevestigd. Vanaf de 19e eeuw was de meubelindustrie sterk vertegenwoordigd in Oirschot. Het dorp kent ruim 300 monumentale gebouwen, beschermde dorpsgezichten en natuurgebieden. Dit resulteert in een groter aantal (ook kleinschalige) ondernemingen op het gebied van horeca en/of recreatie.

## Gemeenteraad
De gemeenteraad van Oirschot bestaat uit 17 zetels. Hieronder volgt de samenstelling van de gemeenteraad van 1998 tot en met 2026:
| Gemeenteraadszetels          | Gemeenteraadszetels | Gemeenteraadszetels | Gemeenteraadszetels | Gemeenteraadszetels | Gemeenteraadszetels | Gemeenteraadszetels | Gemeenteraadszetels |
| Partij                       | 1998                | 2002                | 2006                | 2010                | 2014                | 2018                | 2022                |
| ---------------------------- | ------------------- | ------------------- | ------------------- | ------------------- | ------------------- | ------------------- | ------------------- |
| De Gewone Man                | 3                   | 2                   | 3                   | 2                   | 3                   | 4                   | 5                   |
| CDA                          | 4                   | 5                   | 4                   | 4                   | 4                   | 4                   | 4                   |
| Dorpsvisie                   | 3                   | 3                   | 4                   | 4                   | 2                   | 3                   | 3                   |
| Sociaal Progressief Oirschot | -                   | -                   | -                   | -                   | -                   | 3                   | 2                   |
| VVD                          | 2                   | 4                   | 2                   | 3                   | 2                   | 2                   | 2                   |
| D66                          | -                   | -                   | -                   | 2                   | 2                   | 1                   | 1                   |
| SP                           | -                   | -                   | -                   | -                   | 3                   | -                   | -                   |
| PvdA                         | 2                   | 2                   | 4                   | 2                   | 1                   | -                   | -                   |
| Democratische Partij '96     | 2                   | 1                   | -                   | -                   | -                   | -                   | -                   |
| Onafhankelijk Jong Oirschot  | 1                   | -                   | -                   | -                   | -                   | -                   | -                   |
| Totaal                       | 17                  | 17                  | 17                  | 17                  | 17                  | 17                  | 17                  |
| Opkomst                      |                     |                     | 65,70%              | 60,25%              | 59,73%              | 60,32%              | 56,1%               |

## Verkeer en vervoer
Oirschot is bereikbaar via de A58 en de N395 met de auto. Er zijn vijf buslijnen die door de gemeente rijden. Met de bus kan men in de richtingen Best, Tilburg en Eindhoven reizen.

## Partnersteden
- Westerlo (België)
- Wschowa (Polen)
- Eindhoven (Nederland)
- Tilburg (Nederland)

## Geboren in Oirschot
Hieronder volgt een lijst van mensen die geboren zijn in Oirschot met een bijzondere staat van dienst.
- Sint Odulphus (9de eeuw), pastoor, zendeling en heilige (sinds 1819 veranderde zijn geboorteplaats van naam: Best, geboren in hedendaags Best maar toendertijd Oirschot)
- Goijard van den Meervenne (ca. 1410-1470), schepen van Oirschot en de vader van Aleid van de Meervenne, de vrouw van Jeroen Bosch.
- Christiaan van der Ameijden (ca. 1530-1605), zanger en componist
- Jan Baptist Verrijt (ca. 1600-1650), organist en componist
- Guillaume de Metser (1613-1683), schrijver
- Arnold Fey (ca. 1633-1679), chirurgijn
- Willem Francis Guljé (1777-1856), huisarts en heer van Asten
- Petrus Mercx (1845-1934), Pauselijk Zoeaaf
- Cornelis van de Ven (1865-1932), bisschop
- Louis Termeer (1891–1969), politicus
- Carl Romme (1896-1980), politicus
- Piet Teraa (1917-1996), kunstschilder
- Marcel van der Heijden (1931), literatuurhistoricus
- Gerry van der Linden - van Diesen (1948), kunstschilderes
- Leo Schepens (1953), kunstschilder
- Michiel van Kempen (1957), schrijver en literatuurhistoricus
- Lauran Schijvens (1958), kunstenaar
- Michiel Verweij (1964), Nederlands classicus
- Jacqueline Kerkhof (1966), cabaretier, regisseur
- Alex Klaasen (1976), zanger, acteur en cabaretier
- Kristel Klaasen (1978), musicalzangeres
- Henry van Loon (1982), cabaretier, acteur

## Gestorven in Oirschot
- Petrus Vladeraccus (1618), geestelijke en humanist

## Aangrenzende gemeenten
| Aangrenzende gemeenten | Aangrenzende gemeenten | Aangrenzende gemeenten | Aangrenzende gemeenten | Aangrenzende gemeenten |
| ---------------------- | ---------------------- | ---------------------- | ---------------------- | ---------------------- |
| Oisterwijk             |                        | Boxtel                 |                        |                        |
|                        |                        |                        |                        |                        |
| Hilvarenbeek           | Best                   |                        |                        |                        |
|                        |                        |                        |                        |                        |
| Bladel                 |                        | Eersel                 |                        | Eindhoven              |

## Volkslied van Oirschot
Het Orskots volkslied
Skon is't in Orskot, in 't durp van mijn dromen
't Skonste van al Brabants durp, die ik ken
'k Zo d'r zoe gere mijn hil leve wone
want mijn hart popelt, zo dik as'k er ben
Es ge van Best hallef weg zet gekomme
Dan ziede veur oe den skitterende dom
Parel van Brabant, z'n kerk en z'n torens
Wijzend naor Orskot, wijd er rondom
't Mertveld ligt veur oe, 'n first veur oe oge
't Gruun van de boom en 't grijs van de weg
't Gaauwd van de zon en 't wit van de wolken
't Is alte gaor'n skilderij, wa 'k oe zeg
Ons Lieve vrouwke wit ok waor goewd is
Want ze koos zelfste stee: In ene hoiligen eik
kwaam ze wonen
't Kleinste keind van Orskot, dè wit waor ie lae
'k Haauw zoe van Orskot, van d't durp van mijn dromen
't Skonste van Brabants durpe die 'k ken
'k Hauw van z'n minsen, de huis en de bome
En mijn hart popelt, zo dik as 'k er ben
Refrein:
Orskot mee z'nne skonne torre, en zijn skon hei overal
Orskot mee z'n brave minsen
Orskot, Orskot boven al!